# Resistor-capacitor-transistor logic

Porta logica RCTL NOR (circuito simulato con software Falstad)

In elettronica, Resistor-Capacitor-Transistor Logic (RCTL, lett. "logica resistore-condensatore-transistor") è stato un processo realizzativo (ormai obsoleto) di circuiti digitali basato sull'utilizzo di transistor bipolari (BJT), di resistori e di condensatori. Questa tecnologia migliora la tecnologia RTL.

Porta logica RCTL NAND (circuito simulato con software Falstad)

La porta logica RCTL nasce come miglioramento della porta RTL, semplicemente aggiungendo in parallelo alle resistenze di ingresso un condensatore di "speed-up", che consente alla corrente, durante il cambiamento di stato OFF-ON e ON-OFF, di by-passare la resistenza e di giungere più rapidamente al BJT per la commutazione di stato. Di conseguenza, la costante di tempo (RC) risulta più rapida, aumentandone così l'efficienza complessiva.
È possibile utilizzare le sole porte NAND e NOR RCTL per costruire circuiti combinatori comunque complessi che richiedono porte logiche AND, OR, NOT e XOR.
Voci correlate
- Diode-transistor logic (DTL)
- Transistor-transistor logic (TTL)
- Emitter-coupled logic (ECL)
- Integrated injection logic (I2L)